# Уридин-дифосфат-N-ацетилглюкозамин
Уридин-5'-дифосфат-N-ацетилглюкозамин, или УДФ-N-ацетилглюкозамин, или  UDP-GlcNAc — природное соединение, нуклеотидный кофермент, используемый OGT-гликозилтрансферазой для переноса N-ацетилглюкозамина на сериновые или треониновые аминокислотные остатки белков. Представляет собой 2-амино-2-дезоксиуглеводное производное уридин-5'-пирофосфата. УДФ-N-ацетилглюкозамин является конечным продуктом метаболизма аминосахаров (англ., hexosamine biosynthetic pathway (HBP)),  представляющего собой минорную ветвь метаболизма глюкозы.